# Cayetano Cornet
Cayetano Cornet Pamies, katal. Gaietà Cornet Pamies (ur. 22 sierpnia 1963 w Reus) – hiszpański lekkoatleta specjalizujący się w biegach sprinterskich, dwukrotny uczestnik letnich igrzysk olimpijskich (Seul 1988, Barcelona 1992).

## Sukcesy sportowe
- mistrz Hiszpanii w biegu na 200 metrów – 1988[1]
- pięciokrotny mistrz Hiszpanii w biegu na 400 metrów – 1989, 1991, 1992, 1993, 1994
- halowy mistrz Hiszpanii w biegu na 200 metrów – 1990[2]
- dwukrotny halowy mistrz Hiszpanii w biegu na 400 metrów – 1989, 1991

| Rok  | Miasto    | Zawody                         | Konkurencja   | Wynik         |
| ---- | --------- | ------------------------------ | ------------- | ------------- |
| 1986 | Hawana    | Mistrzostwa ibero-amerykańskie | bieg na 400 m | brązowy medal |
| 1989 | Haga      | Halowe mistrzostwa Europy      | bieg na 400 m | złoty medal   |
| 1989 | Budapeszt | Halowe mistrzostwa świata      | bieg na 400 m | brązowy medal |
| 1990 | Glasgow   | Halowe mistrzostwa Europy      | bieg na 400 m | brązowy medal |
| 1990 | Split     | Mistrzostwa Europy             | bieg na 400 m | 4. miejsce    |
| 1991 | Sewilla   | Halowe mistrzostwa świata      | bieg na 400 m | brązowy medal |

## Rekordy życiowe
- bieg na 200 metrów (hala) – 20,89 – San Sebastián 18/02/1990
- bieg na 300 metrów – 32,73 – Jerez de la Frontera 13/09/1989
- bieg na 400 metrów – 44,96 – Barcelona 12/08/1989 (do 2018 rekord Hiszpanii)
- bieg na 400 metrów (hala) – 46,00 – Glasgow 03/03/1990